# Доротея Датская (герцогиня Брауншвейг-Люнебурга)
Доротея Датская (29 июня 1546 — 6 января 1617) — датская принцесса, в браке с Вильгельмом Младшим — герцогиня Брауншвейг-Люнебурга с 1561 по 1592 год; регент Брауншвейг-Люнебурга во время малолетства сына Георга с 1592 по 1596 год.

## Биография
Доротея родилась в Коллинге. Она была младшим ребёнком короля Дании Кристиана III и его супруги Доротеи Саксен-Лауэнбургской. 12 октября 1561 года она вышла замуж за Вильгельма, герцога Брауншвейг-Люнебурга.
Когда в 1592 году её муж умер, она стала регентом своего несовершеннолетнего сына Георга. Она совершенно не доверяла советникам её мужа из-за их плохого управления имуществом психически неуравновешенного герцога. Доротея была способным и энергичным регентом.
Она умерла в Винзене, Германия, в возрасте 70 лет.

## Дети
Дети, которые достигли совершеннолетия:
1. София (1563—1639), замужем за маркграфом Георгом Фридрихом I Бранденбург-Ансбахским
2. Эрнст (1564—1611)
3. Елизавета (1565—1621), замужем за графом Фридрихом Гогенлоэ-Лангенбургским (1553—1590)
4. Кристиан (1566—1633), епископ Минденский
5. Август Старший (1568—1636), епископ Ратцебургский
6. Доротея (1570—1649), замужем за пфальцграфом Карлом Пфальц-Цвейбрюккен-Биркенфельдским (1560—1600)
7. Клара (1571—1658), замужем за графом Вильгельмом Шварцбург-Бланкенбургским
8. Анна Урсула (1572—1601)
9. Маргарита (1573—1643), замужем за герцогом Иоганном Казимиром Саксен-Кобургским
10. Фридрих (1574—1648)
11. Мария (1575—1610)
12. Магнус (1577—1632)
13. Георг Каленбергский (1582—1641), родоначальник существующей поныне династической линии
14. Иоганн (1583—1628)
15. Сибилла (1584—1652), замужем за князем Юлием Эрнстом Брауншвейг-Даннебергским (1571—1636)